# James Walker Dawson
James Walker Dawson (ur. 1870, zm. 26 czerwca 1927 w Edynburgu) – szkocki lekarz patolog pamiętany za prace nad stwardnieniem rozsianym.